# Opium (hudební vydavatelství)
Opium je americká nahrávací společnost a kreativní agentura, kterou založil americký rapper a zpěvák Playboi Carti. Mezi současné významné členy labelu patří sám Carti, američtí rappeři Ken Carson a Destroy Lonely a hiphopové duo Homixide Gang. Součástí labelu jsou také hudební producenti KP Beatz, F1lthy a Art Dealer, kteří se významně podíleli na Playboi Cartiho druhém a třetím studiovém albu Whole Lotta Red a MUSIC.
Hudebně má Opium podobný zvuk, temné, drsné a avantgardní syntezátory se mísí se zuřivým beatem připomínajícím punkrockovou éru 70. a 80. let. Tento experimentální zvuk se odklání od současného žánru trap hip hopu a získal si vlastní kultovní fanouškovskou základnu.

## Historie
V červenci 2022 vydal Ken Carson, který v roce 2019 podepsal smlouvu s vydavatelstvím Opium, své druhé studiové album X, které debutovalo na 115. místě amerického žebříčku Billboard 200 a na 50. místě amerického žebříčku Top R&B/Hip-Hop Albums. V srpnu 2022 vydal Destroy Lonely, který podepsal smlouvu s Opium v roce 2021, svůj pátý mixtape No Stylist, který debutoval na 91. místě v americkém žebříčku Billboard 200 a na 57. místě v americkém žebříčku Top R&B/Hip-Hop Albums. V říjnu 2022 vydal Ken Carson deluxe edici k albu X s názvem Xtended, která obsahovala 5 dalších skladeb. V listopadu 2022 vydalo Destroy Lonely deluxe edici k No Stylist s názvem NS+ (Ultra), která obsahuje několik nových skladeb.
V květnu 2023 vydal Destroy Lonely své debutové studiové album If Looks Could Kill, které bylo podpořeno stejnojmenným singlem vydaným 3. března 2023 poté, co se nevydaný úryvek stal virálním na TikToku. Singl debutoval na 30. místě amerického žebříčku Hot R&B/Hip-Hop Songs. Album If Looks Could Kill získalo od hudebních kritiků převážně pozitivní recenze. Album debutovalo na 18. místě v americkém žebříčku Billboard 200 a v prvním týdnu získalo 29 000 albových jednotek, čímž se stalo nejlépe prodávaným albem Lonelyho. V červenci 2023 oznámil Playboi Carti termíny celosvětového turné nazvaného "Antagonist Tour", na kterém se představí společně s Kenem Carsonem, Destroy Lonely a Homixide Gang. Později v září 2023 byla americká část turné přeložena na začátek roku 2024.
V září 2023 vydali Destroy Lonely deluxe edici If Looks Could Kill s podtitulem Director's Cut, která obsahuje všechny skladby ze všech edic (včetně vinylové, CD a digitální verze). V říjnu 2023 vydal Ken Carson své třetí studiové album A Great Chaos, které debutovalo na 11. místě amerického žebříčku Billboard 200, v prvním týdnu získalo 49 000 albových jednotek a stalo se Carsonovým prvním albem v americké Top 20. Album bylo podpořeno vydáním jednoho singlu: "I Need U", který vyšel na Valentýna. 31. května 2024 Homixide Gang vydali své třetí studiové album I5u5we5, které bylo prvním albem dua pod Interscope Records. 5. července 2024 Ken Carson vydal deluxe verzi alba A Great Chaos, která obsahovala 7 nových skladeb; jednou z nich byl singl „Overseas“.
Destroy Lonely vydal 30. srpna 2024 své druhé studiové album Love Lasts Forever, které debutovalo na prvním místě amerického žebříčku Top R&B/Hip-Hop Albums a stalo se tak jeho prvním albem v tomto žebříčku. Album také debutovalo na 10. místě v americkém žebříčku Billboard 200, kde v prvním týdnu získalo 37 500 albových jednotek. Album bylo podpořeno vydáním jednoho singlu: „Luv 4 Ya“, který vyšel 14. června. Dne 4. září 2024 vydal Destroy Lonely deluxe verzi svého alba Love Lasts Forever s podtitulem V2.5, která do alba přidala 10 nových skladeb.
1. listopadu 2024 vydal Ken Carson v rámci propagace svého čtvrtého studiového alba More Chaos singl „Delusional“, který debutoval na 49. místě v žebříčku US Hot R&B/Hip-Hop Songs. Carson album vydal 11. dubna 2025, v den svých pětadvacátých narozenin, a stalo se jeho prvním albem, které se dostalo na první místo, a druhým albem, které se dostalo do první desítky žebříčků Billboard 200, respektive Top R&B/Hip-Hop Albums, a v prvním týdnu získalo 59 500 albových jednotek, čímž se stalo jeho nejlépe a nejrychleji prodávaným albem.
V květnu 2025 vydal člen ASAP Mob ASAP Nast svou píseň „New Hammer“; Opium bylo uvedeno jako label pod vydáním spolu s AWGE, což potvrzuje podepsání pod tímto labelem. Nast je po samotném Cartim druhým umělcem, který podepsal smlouvu s oběma labely.

## Významní umělci
| Umělci         | Rok podpisu | Vydání pod společností | Poznámky                                              |
| -------------- | ----------- | ---------------------- | ----------------------------------------------------- |
| Playboi Carti  | Zakladatel  | 2                      | Společně s Interscope a AWGE                          |
| Ken Carson     | 2019        | 3                      | Společně s Interscope, dříve s Foundation             |
| Destroy Lonely | 2021        | 3                      | Společně s Interscope a Ingrooves                     |
| Homixide Gang  | 2021        | 4                      | Společně s Interscope, dříve s Foundation a Ingrooves |
| ASAP Nast      | 2025        | 0                      | Společně s AWGE                                       |

## Diskografie
Vydavatelství oficiálně vydalo devět studiových alb a dva mixtapy.

### Alba

#### Studiová alba
| Umělec         | Alba                                         | Podrobnosti                                                                       |
| -------------- | -------------------------------------------- | --------------------------------------------------------------------------------- |
| Playboi Carti  | Whole Lotta Red (vydáno s Interscope a AWGE) | - Vydáno: 25. prosince 2020 - Pozice v žebříčku: #1 USA - Certifikace RIAA: Zlatá |
| Ken Carson     | Project X (vydáno s Foundation)              | - Vydáno: 23. července 2021 - Umístění v tabulce: — - Certifikace RIAA: —         |
| Ken Carson     | X (vydáno s Interscope)                      | - Vydáno: 8. července 2022 - Pozice v žebříčku: #115 US - Certifikace RIAA: —     |
| Homixide Gang  | Homixide Lifestyle (vydáno s Foundation)     | - Vydáno: 22. listopadu 2022 - Umístění v tabulce: — - Certifikace RIAA: —        |
| Homixide Gang  | Snot Or Not (vydáno s Foundation)            | - Vydáno: 27. dubna 2023 - Umístění v tabulce: — - Certifikace RIAA: —            |
| Destroy Lonely | If Looks Could Kill (vydáno s Interscope)    | - Vydáno: 5. května 2023 - Umístění v žebříčku: #18 USA - Certifikace RIAA: —     |
| Ken Carson     | A Great Chaos (vydáno s Interscope)          | - Vydáno: 13. října 2023 - Pozice v žebříčku: #11 USA - Certifikace RIAA: —       |
| Homixide Gang  | I5U5WE5 (vydáno s Interscope)                | - Vydáno: 31. května 2024 - Umístění v žebříčku: — - Certifikace RIAA : —         |
| Destroy Lonely | Love Last Forever (vydáno s Interscope)      | - Vydáno: 30. srpna 2024 - Umístění v žebříčku: #10 USA - Certifikace RIAA : —    |
| Playboi Carti  | MUSIC (vydáno s Interscope a AWGE)           | - Vydáno: 14. března 2025 - Umístění v žebříčku: #1 USA - Certifikace RIAA: —     |
| Ken Carson     | More Chaos (vydáno s Interscope)             | - Vydáno: 11. dubna 2025 - Umístění v žebříčku: #1 U.S. - Certifikace RIAA: —     |

#### Mixtapy
| Umělec         | Album                                        | Podrobnosti                                                                 |
| -------------- | -------------------------------------------- | --------------------------------------------------------------------------- |
| Destroy Lonely | No Stylist (vydáno s Interscope a Ingrooves) | - Vydáno: 12. srpna 2022 - Pozice v žebříčku: #91 USA - Certifikace RIAA: — |
| Homixide Gang  | 5th Amndmnt (vydáno s Ingrooves)             | - Vydáno: 27. října 2023 - Umístění v tabulce: — - Certifikace RIAA: —      |